# 18840 Yoshioba
18840 Yoshioba (1999 PT4) là một tiểu hành tinh vành đai chính được phát hiện ngày 8 tháng 8 năm 1999 bởi T. Okuni ở Nanyo.